# Euteratocephalus demani
Euteratocephalus demani är en rundmaskart som beskrevs av Stefanski 1924. Euteratocephalus demani ingår i släktet Euteratocephalus och familjen Teratocephalidae. Inga underarter finns listade i Catalogue of Life.